# Anthony Straker
Anthony Straker (Londra, 23 settembre 1988) è un ex calciatore grenadino, di ruolo centrocampista.

## Carriera

### Club
Ha giocato 12 partite nella prima divisione scozzese con la maglia del Motherwell, trascorrendo poi il resto della carriera in Inghilterra (prevalentemente in quarta divisione).

### Nazionale
Straker tra il 2011 (anno in cui ha anche partecipato alla CONCACAF Gold Cup) ed il 2015 ha giocato 9 partite con la nazionale grenadina.

## Palmarès

### Club

#### Competizioni nazionali
- Football Conference: 1

Aldershot Town: 2007-2008
- Conference League Cup: 1

Aldershot Town: 2007-2008